# Бостонская кампания
Бостонская кампания (англ. Boston campaign) — первая военная кампания войны за независимость США. Первоначально была вызвана мобилизацией ополчения патриотов и его последующей трансформацией в континентальную армию. Боевые действия начались 19 апреля 1775 года, когда состоялись сражения при Лексингтоне и Конкорде, в которых ополченцам удалось воспрепятствовать планам британцев захватить военные склады и лидеров сепаратистов, находившихся в Конкорде. Британские войска понесли значительные потери во время отступления к Чарльстауну, сражаясь против растущего количества ополченцев.
Патриоты окружили Бостон и начали его осаду. Самым главным событием этой операции стала битва при Банкер-Хилле, прошедшая 17 июня 1775 года. По количеству жертв она стала одним из самых кровопролитных эпизодов всей войны. Прошли также многочисленные стычки как рядом с Бостоном, так и в прибрежных районах.
В июле 1775 года командующим ополчением был назначен Джордж Вашингтон, который преобразовал его в более цельную армию. 4 марта 1776 года патриоты заняли несколько холмов южнее Бостона и возвели там укрепления, откуда они могли обстреливать с помощью пушек город и британские корабли в заливе. Осада, а вместе с ней и кампания завершились 17 марта 1776 года после взятия Бостона и отступления британцев.